# Theo Montoya

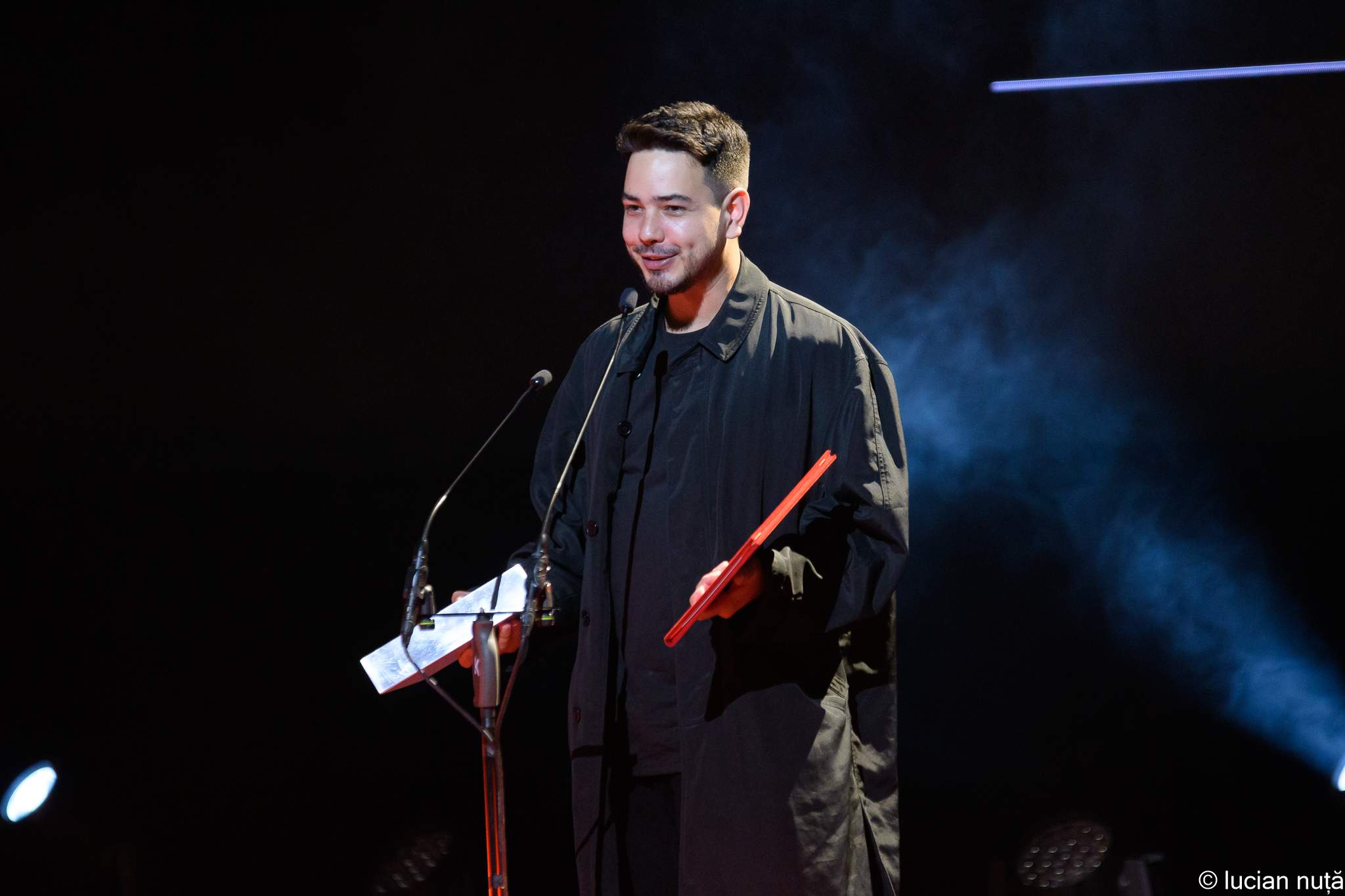
Theo Montoya beim Transilvania International Film Festival 2023

Theo Montoya (geboren 1992 in Medellín) ist ein kolumbianischer Filmregisseur, Kameramann, Produzent und Drehbuchautor.

## Leben
Theo Montoya studierte audiovisuelle Kommunikation an der Universität von Medellín. Er ist Gründer von Desvio Visual, einer Produktionsfirma für Experimental- und Dokumentarfilme. Im Jahr 2018 gewann er mit seinem ersten Kurzfilm Son of Sodom den Cinematographic Development Fund of Colombia (FDC). 2020 wurde Son of Sodom bei den Internationalen Filmfestspielen von Cannes uraufgeführt und daraufhin auf verschiedenen Filmfestivals weltweit gezeigt. Son of Sodom gewann mehrere Preise, unter anderem den Preis für den besten Dokumentarfilm beim Interfilm Festival 2021 in Berlin und den Grand Prix beim Drama International Short Film Festival in Griechenland.
Sein erster Langspielfilm Anhell69 wurde 2022 im Rahmen der Internationalen Filmfestspiele von Venedig in der Sektion Settimana Internazionale della Critica uraufgeführt und beim DOK Leipzig mit der Goldenen Taube ausgezeichnet. Der teils dokumentarische, teils fiktionale Film porträtiere „eine junge, queere Generation in Kolumbien, die ihren Alltag im von Gewalt und Repression geprägten Kolumbien bestreiten“ müsse, fasste Nikta Vahid-Moghtada für MDR Kultur zusammen.

## Filmografie
- 2020: Son of Sodom (Kurzfilm)
- 2022: Anhell69 (Spielfilm)

## Auszeichnungen
Son of Sodom
- 2021: Bester Dokumentarfilm im Dokumentarfilm-Wettbewerb von Interfilm Berlin
- 2021: Grand Prix im Internationalen Wettbewerb beim Drama International Short Film Festival Griechenland

Anhell69
- 2022: Goldene Taube im Internationalen Wettbewerb beim DOK Leipzig